# Маргаретен
Маргаретен је пети округ града Беча.

## Опште
Овај округ лежи са унутрашње стране Бечког појаса. Округ је 1861. године одвојен од Видена, те проглашен и уређен као самосталан округ. Маргаретен представља типичан округу „зоне централних округа“ (окрузи од 1-9). Густо је насељено подручје са веома мало зелених површина. Маргаретен важи као „раднички округ“ и посједује многобројне објекте који припадају граду, тзв.  .

## Географија

#### Положај
Маргаретен лежи у југозападном дијелу Беча, са сјевера га ограничава ријека Вин, а западно и јужно Бечки појас (Wiener Gürtel). Ријека Вин је уједно и граница са округом Маријахилф, а Бечки појас граница према окрузима Фаворитен и Мајдлинг. На истоку Маргаретен граничи са округом Виден.
Најдубља тачка Маргаретена је 174 m надморске висине у тзв. Бечкој долини (Wiental). Читава територија се благо успиње у правцу југа. У овом округу постоји неколико брда чија висинска разлика износи око 30 метара.

#### Искоришћеност
Површина прекривена изграђеним објектима износи 63,8% (комплетан Беч 33,32%), од чега су 82% стамбени објекти. Са 31,7% површина намјењена за саобраћај узима други удио површине округа (комплетан Беч 13,75%). Зелене површине заузимају 4,54% површине округа (комплетан Беч 48,26%), од чега 91,54% представљају паркови. Само још три округа, Нојбау, Маријахилф и Јозефштат имају мањи удио зелених површина него Маргаретен. Воде, шуме, мали вртови или пољопривредно искористиве површине се не могу наћи у овом округу.

## Становништво

### Развој становништва
1869. године на подручју округа живјело је 54.010 људи. Идућих 30 - 40 година, број становништва се удвостручио на скоро 108.000. Иако је дужином Бечког појаса изграђен велики број друштвених стамбених објеката након Првог свјетског рата, број становника је ипак опадао због пренасељености све до 2001. године. Од тада поново се указује благи пораст становништва у округу.
Маргаретен је најгушће насељен округ Беча са преко 25.000 становника/km².

### Структура становништва
Удио људи који имају преко 60 година је 19,7%, и то је испод просјека, јер у цијелом Бечу проценат износи 22,2%. Проценат становништва испод 15 година износи 14,3%. Удио женског становништва је 52,4% и тачно одговара просијеку читавог Беча 

Од 42.111 становника Маргаретена, 2001. године старији преко 15 година су имали 12,6% високо образовање, академију или вишу школу (комплетан Беч: 11,8%). 16,4% имају завршену средњу школу (комплетан Беч: 15,7%), 34,2% имају усмјерено средње образовање (комплетан Беч: 39,2%) и 36,9% имају основну школу (комплетан Беч: 33,2%). 

Просјечна зарада једног радника 2004. године износила је 16.484 евра нето (Беч: 18.489 евра), једног пензионера 15.214 евра нето, (Беч: 16.412 евра). Мушки дио становништва зарађује 18.108 евра нето (пензионери: 17.535 евра), а женски дио становништва 14.712 евра нето (пензионерке: 13.764 евра). Свеукупно, Маргаретен лежи ca. 10% испод просјечне плате у Бечу.

### Поријекло и језик
Удио становништва у Маргаретену са страним држављанством 2001. године је износио 23,2%, што је 6% изнад просјека цијелог Беча. Притом 7% становништва имало је држављанство Србије и Црне Горе, 4,4% су били турски држављани. Потом Бошњаци са (2,3%), као и Хрвати и Нијемци чији удио износи око 1,5 до 1%. Укупно, 2001. године око 32% становништва је рођено у некој другој земљи. Само 64,4% становништва Маргаретена користи њемачки језик као говорни језик, затим 10,2% говоре углавном српски, 7,6% Турски, 3,4% Хрватски и 1,1% Мађарски.
Разлог зашто је процентуални удио становништва који говоре српски језик, већи од процентуалног удјела становништава које има србијанско држављанство јесте тај, да су многи од њих преузели аустријско држављанство и воде се као Аустријанци.